# Altsak
Altsak (en rus: Алцак) és un poble de la República de Buriàtia, a Rússia, segons el cens del 2020 tenia 331 habitants.